# Lancia Epsilon
Der Lancia Epsilon (Intern: Typ 58) war ein zweisitziges Fahrzeug der Firma Lancia, das von 1911 bis 1913 produziert wurde. Es basierte auf dem bisherigen Lancia Delta, den es ablöste. Angetrieben wurde der Epsilon von einem Vierzylindermotor mit 4080 cm³ Hubraum und einer Leistung von 80 PS bei 1800/min. Die Höchstgeschwindigkeit betrug 115 km/h. Die Spurweite betrug vorne wie hinten 1330 mm und der Radstand 3227 mm. Hergestellt wurden etwa 350 Exemplare. Nachfolger war der Lancia Theta.